# 三フッ化プルトニウム
三フッ化プルトニウム または フッ化プルトニウム(III) はプルトニウムとフッ素の化合物で、化学式 PuF3で表される。 紫色の結晶で、フッ化ランタン(III)型構造を取る。プルトニウム原子周囲の格子整合が複雑で、三冠三角錐構造（tricapped trigonal prismatic configuration）と呼ばれる。

## 反応
核燃料再処理工場で溶液からのプルトニウム回収に用いられる過酸化プルトニウム法の代替として、三フッ化プルトニウム沈殿法が研究されている。ロスアラモス国立研究所の1957年の研究では従来法と比較して効率が低いと報告されているが、最近のアメリカ科学技術情報事務所による支援研究では効率的な手法になりうるとしている。
三フッ化プルトニウムは取り扱いが困難な金属プルトニウムの代替となるプルトニウムガリウム合金の製造に利用されている。